# Pfedelbach
Pfedelbach – miejscowość i gmina w Niemczech, w kraju związkowym Badenia-Wirtembergia, w rejencji Stuttgart, w regionie Heilbronn-Franken, w powiecie Hohenlohe, wchodzi w skład wspólnoty administracyjnej Öhringen. Leży ok. 18 km na południowy zachód od Künzelsau.

## Współpraca
Miejscowość partnerska:
- Zabeltitz – dzielnica Großenhain, Saksonia